# كريستيان تورو
كريستيان تورو (بالإسبانية: Cristian Toro)‏ هو كاياكير إسباني، ولد في 29 أبريل 1992 في لا أسونسيون ‏ في فنزويلا.

## وصلات خارجية
- كريستيان تورو على موقع الاتحاد الدولي للكانو (الإنجليزية)
- كريستيان تورو على موقع اللجنة الأولمبية الدولية (الإنجليزية)
- كريستيان تورو على موقع أوليمبيديا (الإنجليزية)